# 纽芬兰-拉布拉多省第6区
纽芬兰-拉布拉多省第6区（英語：Division 6, Newfoundland and Labrador）是位于加拿大纽芬兰与拉布拉多省，纽芬兰岛中部的一个人口普查区。普查区包括12个城镇和4个无建制区。根据2016年加拿大人口普查得出的数据，该普查区的人口数为38,345。

## 法人代表社区

### 市镇
- 阿普尔顿
- 獾镇（英语：Badger, Newfoundland and Labrador）
- 毕晓普瀑布（英语：Bishop's Falls）
- 博特伍德
- 巴肯斯（英语：Buchans）
- 甘德
- 格伦伍德（英语：Glenwood, Newfoundland and Labrador）
- 大瀑布-温莎
- 米勒敦（英语：Millertown, Newfoundland and Labrador）
- 诺里斯湾（英语：Norris Arm, Newfoundland and Labrador）
- 北湾（英语：Northern Arm, Newfoundland and Labrador）
- 彼得维尤（英语：Peterview, Newfoundland and Labrador）